# Lydston Hornsted
Lydston Grandville Hornsted (conocido con el sobrenombre de Cupido) (1884 - 1957) fue un piloto automovilístico británico de los años 1910. En 1914 estableció un récord mundial de velocidad con un Blitzen Benz en el circuito de Brooklands.

## Biografía

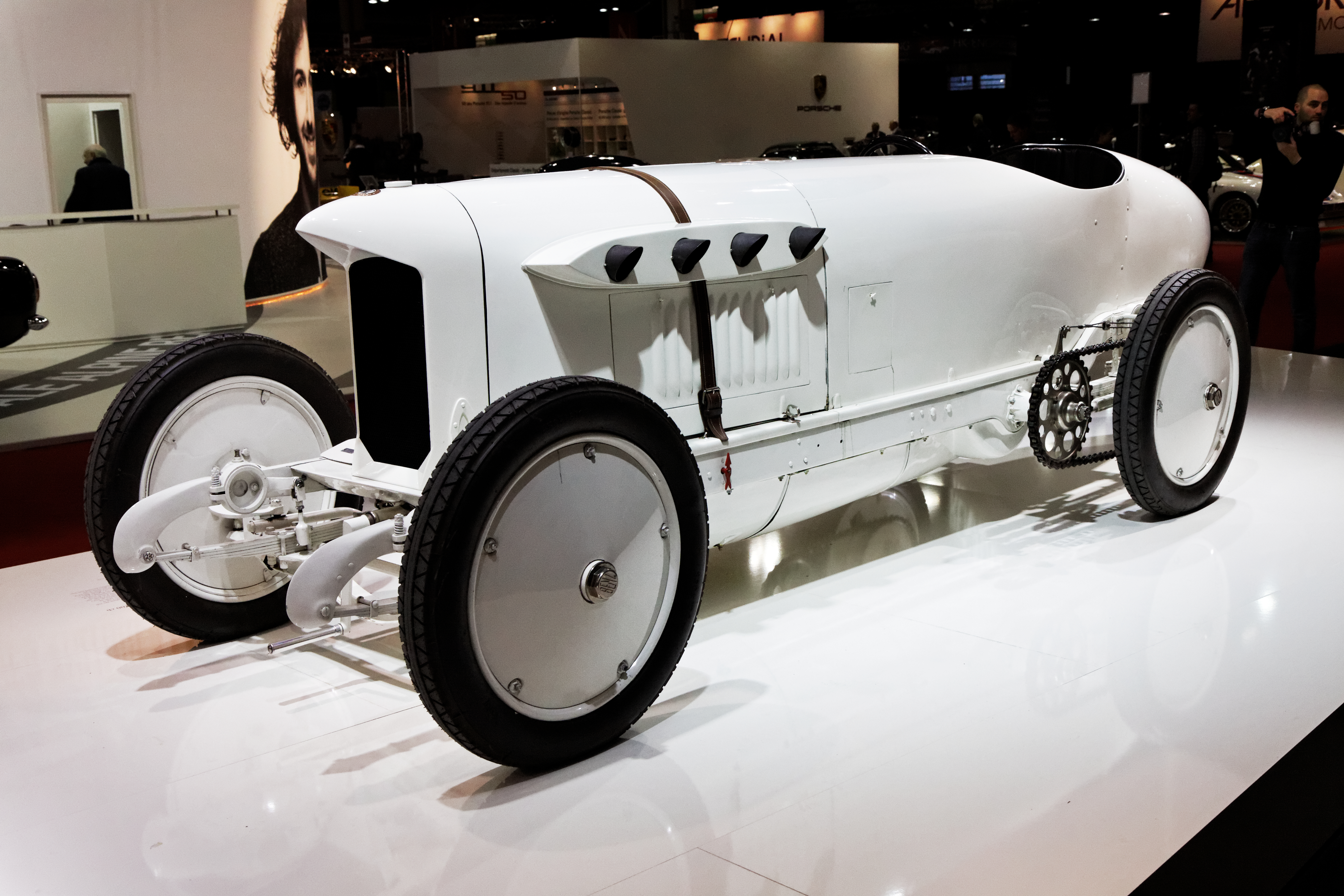
Un Blitzen Benz de 1909, en el salón Rétromobile de París (en 2013)

Hornsted nació en 1884 en Moscú, hijo de un diputado inglés destinado como cónsul en Rusia, y residió durante algunos años en el barrio londinense de Hendon.
Batió el récord mundial de velocidad el 24 de junio de 1914 en el autódromo de Brooklands, cerca de Londres, a bordo de un Benz tipo "Blitzen Benz" Nº 3 modificado, de 200 caballos de potencia (150 kW) y 21,5 litros de cilindrada. Fue el primero de su tipo en establecer un registro oficial certificado en un recorrido de ida y vuelta con una velocidad media de 199,70 km/h en una milla. Su coche fue el tercero de una serie de seis 200HP fabricados después de 1909. De acuerdo con su deseo, fue pintado de color azul por la fábrica de Mannheim, que también modificó a petición suya una nueva parrilla del radiador y un deflector de viento desmontable, entre otros detalles. Se dice que se utilizó el tubo de la chimenea de una cocina para facilitar el escape (ubicado en la parte trasera de su vehículo) del motor de 21.5 litros y 4 cilindros...
Tanto el conductor como el patrocinador (Brompton Motor Company Ltd de Rochester, representante de Benz & Cie en Gran Bretaña) mantuvieron su récord durante ocho años, a lo que contribuyó el estallido de la Primera Guerra Mundial. No fue hasta 1922 cuando el piloto Kenelm Lee Guinness batió el récord de Hornsted.
Hornsted murió en 1957.

## Otros registros
- Diciembre de 1913 (global): media milla (113,8 km/h) y un kilómetro (118,8 km/h) en un Benz 200HP (variante Blitzen Benz, en Brooklands, con salida parada).
- Enero de 1914: otros siete registros, que incluyen:
  - Récord mundial de 2 millas (196.38 km/h) y 5 millas (186.77 km/h, con salidas lanzadas esta vez).

(Nota: Después de la Primera Guerra Mundial, los automóviles recuperados en la factoría de Mannheim fueron pintados del color blanco "tradicional" de los deportivos de competición alemanes. Uno de estos vehículos participó en la inauguración del circuito de carreras aVUS cerca de Berlín en 1921, y al año siguiente en Scheveningen, Países Bajos. En julio de 1922, volvió a Brooklands, compitiendo con éxito pilotado por H.V. Barlow. Cedido al capitán John Duff, el vehículo quedó completamente destruido el 30 de septiembre de 1922 al salirse de la curva del extremo norte del circuito, debido a un fallo en sus frenos.)